# ホスファエチン
ホスファエチン(Phosphaethyne)またはメチリジンホスファン(Methylidynephosphane)は、初めて発見されたホスファアルキン（炭素とリンの三重結合C≡Pを含む物質）である。

## 概要
ホスファエチンはシアン化水素のアナログであり、ニトリルの窒素原子をリンに置換したものとみなせる。ホスフィンと炭素の反応で合成できるが、非常に反応性が高く、-120℃以上の温度では重合してしまう。しかし、水素原子の位置にtert-ブチル基やトリメチルシリル基等の嵩高な置換基を持ついくつかの誘導体は比較的安定であり、様々な有機リン化合物の合成試薬として有益である。PCO−及びPCS−アニオンも知られている。

## 歴史
この分子の存在についてはかつてから議論されていて、合成が試みられてきたが、1961年、デュポンのT.E. Gierが初めて合成に成功した。ホスファエチンの初期の研究者で、ロシアで初めての女性化学者の1人であったヴェラ・ボグダノフスカヤは、この物質の爆発が原因で死亡し、これは恐らく女性化学者が自身の研究によって死亡した初めての事例となった。